# Esercito della bandiera nera
L'Esercito della bandiera nera, o Bandiere nere, (cinese: 黑旗軍T, Hēi qí JūnP; vietnamita: Quân Cờ Đen/Hắc Kỳ Quân) era un gruppo di banditi reclutati in gran parte fra soldati di etnia zhuang, che nel 1865 attraversarono il confine del Guangxi, in Cina, entrando nel Vietnam settentrionale, allora governato dalla dinastia Nguyễn. È noto soprattutto per i suoi combattimenti contro le forze di invasione francesi, che allora si stavano spostando nel Tonchino. L'Esercito della bandiera nera è così chiamato per la preferenza nell'uso di insegne di comando nere da parte del suo comandante, Liu Yongfu (劉永福T, Liú YǒngfúP, Liu2 Yung3-fu2W; vietnamita: Lưu Vĩnh Phúc).
Con l'appoggio delle autorità vietnamite e cinesi, le Bandiere nere si unirono alle forze irregolari vietnamite, riuscendo per un certo periodo ad arginare l'invasione francese oltre il Delta del Fiume Rosso. L'Esercito della bandiera nera fu ufficialmente sciolto nel 1885, in seguito al trattato di Tientsin tra i francesi e i Qing. Tuttavia i suoi resti continuarono per anni a condurre azioni di guerriglia e di brigantaggio contro le autorità coloniali francesi.

## Ascesa e caduta dell'Esercito della bandiera nera

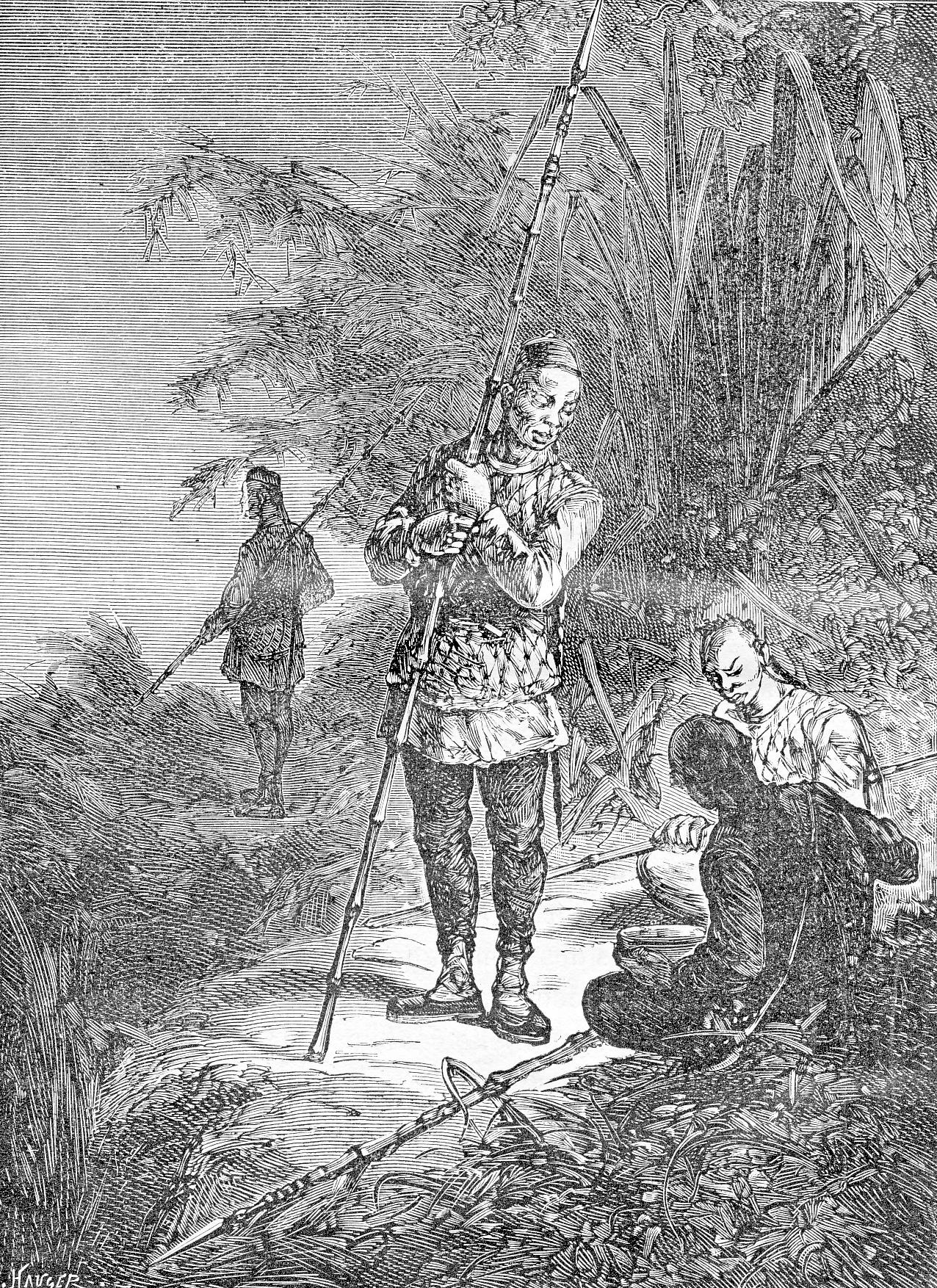
Soldati delle Bandiere nere, 1873

Nel 1857 Liu Yongfu, un soldato di fortuna di etnia Hakka, comandò nella provincia di Guangxi un gruppo di circa 200 uomini facente parte di un gruppo di banditi più grande guidato da Huang Sihong (黃思宏T). Lasciò quindi questo gruppo insieme ai suoi uomini, unendosi alla banda di Wu YuanqingP (Wu Yuan-ch'ingW, 吳元清T) e assumendo come insegna la propria bandiera, di colore nero. Liu organizzò una cerimonia che ricordava i rituali del tiandihui (吳元清T) e diede vita così a quello che divenne poi noto come l'Esercito della bandiera nera.
L'esercito operava come unità indipendente della banda comandata da Wu YuanqingP e dal figlio e successore di quest'ultimo, Wu YazhongP (Wu Ya-chungW, 吳亞終T) noto anche come Wu HezhongP e Wu AzhongP (Wu Ah-chungW, 吳阿忠T). Pur non facendo parte delle forze Taiping, sia Wu Yuanqing sia Wu Yazhong rivendicavano di essere "principi" Taiping.
L'esercito Qing, dopo aver soffocato la rivolta dei Taiping nel 1864 a Nanchino, procedette a distruggere sistematicamente le numerose bande armate delle province sud-orientali. Accanitamente inseguito, Wu Yazhong, con Liu e il suo Esercito della bandiera nera, nel 1865 entrò nel Tonchino Superiore. Le Bandiere nere dimostrarono la loro utilità alla corte vietnamita, aiutandola a sottomettere le tribù indigene che popolavano il territorio montuoso tra il Fiume Rosso il Fiume Nero: fu per questo motivo che a Liu fu riconosciuto un titolo militare ufficiale.
Assicuratosi l'appoggio della corte vietnamita, Liu organizzò una redditizia attività di estorsione lungo il corso del Fiume Rosso, imponendo una "tassa" del 10% al commercio fluviale tra Sơn Tây e Lào Cai. I profitti derivanti da questa attività banditesca erano così grandi, che l'esercito di Liu divenne sempre più numeroso nel corso degli anni settanta del XIX secolo, attirando nelle sue file avventurieri da tutto il mondo. Anche se la maggior parte dei soldati delle Bandiere nere erano cinesi, tra gli ufficiali inferiori c'erano soldati di ventura americani ed europei, alcuni dei quali avevano già partecipato alla rivolta dei Taiping. Liu usò la loro esperienza per trasformare l'Esercito della bandiera nera in una formidabile forza di combattimento. Nel Tonchino arrivò ad avere sotto il suo comando 7000 soldati originari del Guangdong e del Guangxi.
L'attività di estorsione nei confronti delle navi europee che commerciavano sul Fiume Rosso fu causa nel 1882 dell'invio nel Tonchino della forza di spedizione francese comandata da Henri Rivière. I conseguenti scontri tra i francesi e l'Esercito della bandiera nera (quest'ultimo spalleggiato dalle forze regolari vietnamite e cinesi) si intensificarono col passare del tempo, sfociando infine nella guerra franco-cinese (agosto 1884 – aprile 1885). Le Bandiere nere combatterono insieme alle forze cinesi in questa guerra, ricordata in particolare per il feroce assedio di Tuyên Quang, durante il quale gli eserciti congiunti delle Bandiere nere e dei cinesi assediarono un battaglione della Legione Straniera francese che difendeva la cittadella. L'Esercito della bandiera nera si sciolse formalmente alla fine della guerra franco-cinese, anche se molti dei suoi appartenenti continuarono per anni a compiere azioni banditesche contro i francesi.
Sorprendentemente Liu Yongfu riuscì a ricostituire l'Esercito della bandiera nera nel 1895, in risposta all'invasione giapponese di Taiwan (1895). Liu Yongfu sbarcò a Taiwan su richiesta del suo vecchio amico Tang Jingsong, ex governatore generale dell'isola divenuto presidente dell'effimera Repubblica di Taiwan. Liu, che doveva comandare le forze di resistenza taiwanesi contro i giapponesi, riportò in servizio un certo numero di veterani, ricostituendo l'Esercito della bandiera nera, che però fu spazzato via con facilità dalla divisione della Guardia Imperiale giapponese. Liu fu costretto a travestirsi da vecchia per sfuggire alla cattura.

## Azioni dell'Esercito della bandiera nera

### Uccisione del tenente Francis Garnier, dicembre 1873

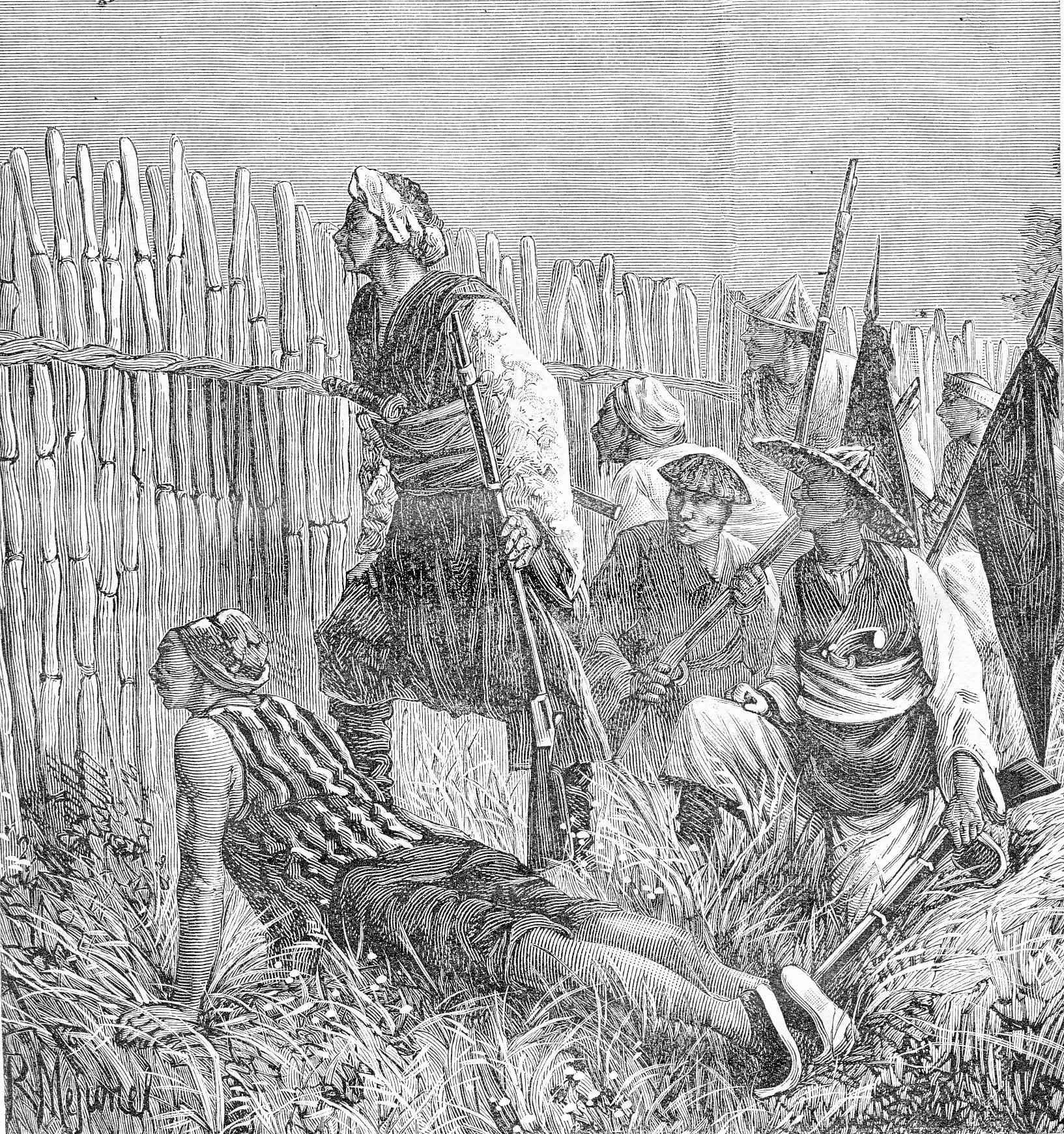
Un agguato delle Bandiere nere, 1883

Nel 1873 il governo vietnamita chiese l'aiuto dell'Esercito della bandiera nera per affrontare un tentativo di conquistare il Tonchino da parte del tenente di marina francese Francis Garnier, che stava agendo senza ordini superiori dopo essere stato inviato in quella regione per una missione diplomatica. Il 21 dicembre 1873 Liu Yongfu e circa 600 Bandiere nere, marciando sotto un enorme stendardo nero, si avvicinarono alla porta ovest della cittadella di Hanoi, seguiti da un grande esercito vietnamita. Garnier ordinò di bombardare le Bandiere nere con un pezzo da campo montato sopra il cancello.
Respinte le Bandiere nere, Garnier guidò un gruppo di 18 fanti di marina francesi fuori dal cancello, all'inseguimento dei nemici. Garnier e tre dei suoi uomini caricarono in salita, attaccando alla baionetta un gruppo di Bandiere nere, ma fu trafitto a morte mentre attraversava un corso d'acqua. Il giovane enseigne de vaisseau Adrien-Paul Balny d'Avricourt guidò un'altra piccola colonna per dara man forte agli uomini di Garnier, ma fu anche lui ucciso davanti ai suoi uomini. Altri tre soldati francesi furono uccisi in questi assalti; gli altri fuggirono all'interno alla cittadella dopo che i loro ufficiali rimasero uccisi in combattimento.
Nonostante la morte di Garnier il tentativo di riprendere Hanoi fallì e i francesi mantennero il controllo della maggior parte del Delta del Fiume Rosso. Il governo francese disapprovò le conquiste non autorizzate che erano state fatte dagli uomini di Garnier e il tenente Paul Philastre fu inviato per allontanarli dalle città che avevano occupato e ricondurli a Saigon nel febbraio 1874.

### Sconfitta dell'invasione del Tonchino da parte di Henri Rivière, Maggio 1883
Dieci anni dopo, nel 1883 e nella prima metà del 1884, mentre la Francia avanzava nuovamente nel Tonchino, scoppiarono le ostilità non dichiarate che furono il preludio della guerra franco-cinese. Le Bandiere nere ebbero diversi scontri con le forze francesi. Il primo grande scontro avvenne nella battaglia di Cầu Giấy (o battaglia del Ponte di Carta) del 19 maggio 1883, durante la quale il capitano di marina francese Henri Rivière cadde in un'imboscata e fu ucciso. La battaglia fu una rapida ed eclatante vittoria per l'Esercito della bandiera nera.

### Scontri non decisivi, estate 1883
Nella battaglia di Phủ Hoài (15 agosto 1883), l'Esercito della bandiera nera difese con successo le sue posizioni da un attacco francese lanciato dal generale Alexandre-Eugène Bouët, anche se subì perdite considerevolmente maggiori rispetto ai francesi. Nella battaglia di Palan (1º settembre 1883) le Bandiere nere non ebbero altrettanto successo, in quanto furono scacciate da una posizione chiave sul fiume Đáy.

### Il disastro a Sơn Tây, dicembre 1883
Nel dicembre 1883 l'Esercito della bandiera nera subì una grave sconfitta per opera dell'ammiraglio Amédée Courbet, nella campagna di Sơn Tây. Pur avendo combattuto con fanatico coraggio negli scontri di Phu Sa (14 dicembre 1883) e di Sơn Tây (16 dicembre 1883), le Bandiere nere non furono in grado di impedire ai francesi di prendere d'assalto Sơn Tây. Pur essendo affiancato da grandi contingenti di truppe regolari cinesi e vietnamite, l'Esercito della bandiera nera si trovò a sopportare il peso maggiore dei combattimenti, subendo perdite molto pesanti. Secondo l'osservatore britannico William Mesny, un alto ufficiale dell'esercito cinese, i combattimenti a Sơn Tây spezzarono il potere delle Bandiere nere, anche se l'ostinata difesa messa da loro in atto nella battaglia di Hòa Mộc quindici mesi dopo, non conferma questa valutazione.

### Perdita di Hưng Hóa, aprile 1884

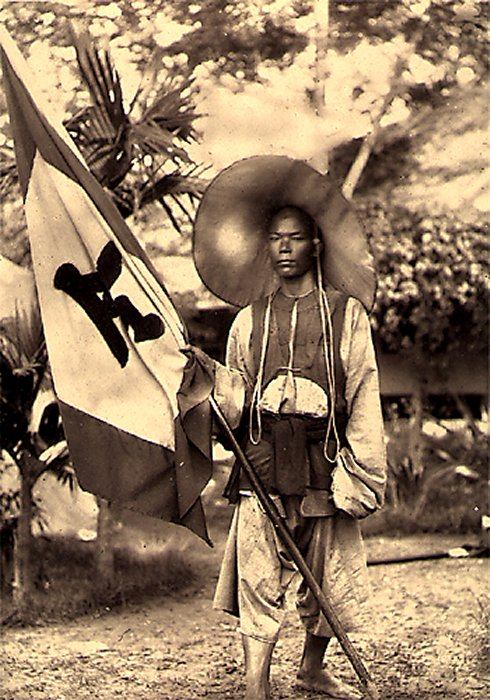
Un soldato dell'Esercito della bandiera nera, 1885

L'Esercito delle bandiere nere non prese parte alla campagna di Bắc Ninh (marzo 1884). Dopo la cattura francese di Bắc Ninh, le Bandiere nere si ritirarono a Hưng Hóa. Nell'aprile 1884 i francesi avanzarono su Hưng Hóa con entrambe le brigate del Corpo di Spedizione del Tonchino. Le Bandiere nere avevano eretto una serie impressionante di fortificazioni intorno alla città, ma il generale Charles-Théodore Millot, il comandante in capo francese, riuscì a prenderla senza una sola vittima francese. Mentre la 2ª brigata del generale François de Négrier bloccava frontalmente da est le Bandiere nere e sottoponeva Hưng Hóa a un feroce bombardamento di artiglieria dalle alture di Trung Xa, la 1ª brigata del generale Louis Brière de l'Isle face una marcia di fianco, a sud, per tagliare la linea di ritirata di Liu. La sera dell'11 aprile 1884, vedendo i turcos e la fanteria marina di Brière de l'Isle apparire dietro il loro fianco a Xuan Dong, le Bandiere nere evacuarono Hưng Hóa prima di rimanere intrappolate al suo interno. Incendiarono gli edifici rimasti prima di andarsene e la mattina seguente i francesi trovarono la città completamente abbandonata.

### Perdita di Tuyên Quang, giugno 1884
L'Esercito della bandiera nera si ritirò, risalendo il Fiume Rosso fino a Thanh Quan, a pochi giorni di marcia dalla città di frontiera di Lào Cai. Diverse centinaia di soldati, demoralizzati dalla facilità con cui Courbet e Millot avevano sconfitto l'Esercito della bandiera nera, si arresero ai francesi nell'estate del 1884. Uno dei risultati finali di Millot fu quello di avanzare lungo il Fiume Chiaro ed espellere da Tuyên Quang nella prima settimana di giugno l'Esercito della bandiera nera, ancora una volta senza una sola vittima francese. Se i francesi avessero continuato ad impegnarsi nell'inseguimento di Liu Yongfu dopo la cattura di Tuyên Quang, le Bandiere nere sarebbero state probabilmente cacciate definitivamente dal Tonchino. L'attenzione francese fu però distolta dall'improvvisa crisi con la Cina, provocata dall'imboscata di Bắc Lệ (23 giugno 1884), e di conseguenza, durante la movimentata estate del 1884, le Bandiere nere non furono attaccate.

### Alleanza con i cinesi, settembre 1884 – aprile 1885
Le fortune dell'Esercito della bandiera nera cambiarono con lo scoppio della guerra franco-cinese nell'agosto 1884. L'imperatrice madre Cixi rispose alla notizia della distruzione della Flotta del Fujian nella battaglia di Fuzhou (23 agosto 1884) ordinando ai suoi generali di invadere il Tonchino per cacciare i francesi da Hanoi. Tang Jingsong, il comandante dell'esercito dello Yunnan, sapeva che i servizi di Liu sarebbero risultati preziosi nella guerra contro la Francia, e Liu accettò di prendervi parte con l'Esercito della bandiera nera. Le Bandiere nere aiutarono le forze cinesi a mettere sotto pressione Hưng Hóa e le postazioni francesi isolate di Phu Doan e di Tuyên Quang durante l'autunno del 1884.

### La battaglia di Hòa Mộc, marzo 1885
Durante l'inverno e la primavera del 1885, 3000 soldati dell'Esercito della bandiera nera parteciparono all'assedio di Tuyên Quang. Nella battaglia di Hòa Mộc (2 marzo 1885), le Bandiere nere inflissero pesanti perdite a una colonna francese che marciava in soccorso di Tuyên Quang. I francesi a Hòa Mộc ebbero 76 morti e 408 feriti, il più alto tasso di perdite e la più pesante perdita in un solo giorno di combattimento subiti dai francesi durante la guerra sino-francese. Molti ufficiali francesi presenti a Hòa Mộc dissero che la carneficina fu anche peggiore di quella di Sơn Tây, quindici mesi prima.

### Scioglimento dell'Esercito della bandiera nera, giugno 1885

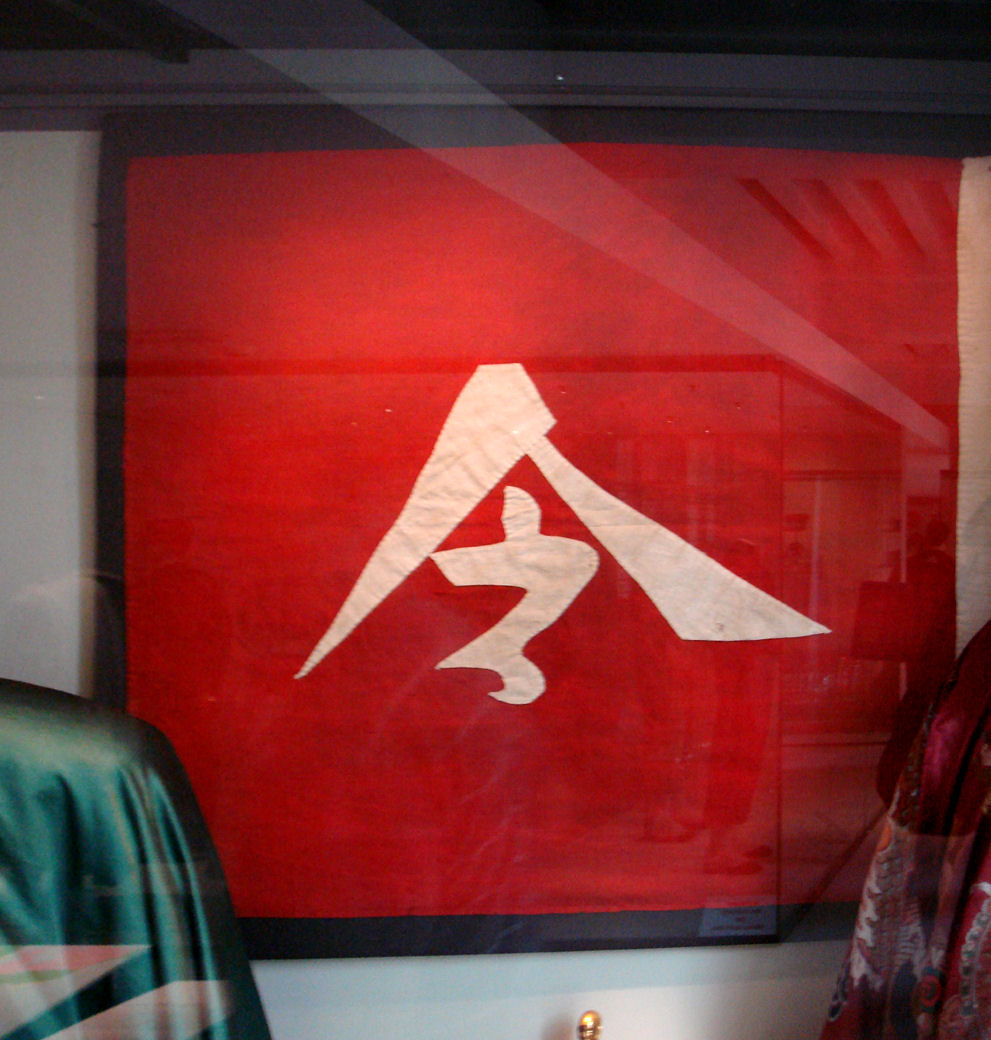
Uno stendardo dell'Esercito della bandiera nera, catturato dai francesi a Hòa Mộc, ora esposta al Musée de l'Armée di Parigi

Una delle condizioni del trattato di pace che pose fine alla guerra franco-cinese (trattato di Tientsin) era che Liu Yongfu lasciasse il Tonchino. Alla fine della guerra Liu era al comando di circa 2000 soldati e non era in grado di resistere alle pressioni di Tang Jingsong e degli altri comandanti dell'esercito dello Yunnan. Liu rientrò in Cina con alcuni dei suoi seguaci più fedeli, ma il grosso dell'Esercito della bandiera nera fu sciolto in Tonchino nell'estate del 1885. La maggior parte dei soldati, senza paga da mesi e ancora in possesso dei loro fucili, si diede subito al banditismo, sotto la copertura del movimento di resistenza Cần Vương contro i francesi. Ci vollero mesi perché i francesi li domassero, e il percorso tra Hưng Hóa e la città di confine di Lào Cai fu reso sicuro solo nel febbraio 1886. Nel 1887 i banditi delle Bandiere Nere erano ancora sufficientemente forti da saccheggiare e depredare Luang Prabang. Le ultime sacche di resistenza delle Bandiere Nere cessarono di operare nel 1897, quando il loro capo De Tham si arrese e i francesi poterono assumere il controllo dell'intero Alto Tonchino.

## Bandiere dell'Esercito della bandiera nera

Una possibile ricostruzione delle bandiere di comando di Liu Yongfu a Sơn Tây

Liu Yongfu evidentemente aveva una preferenza personale per il colore nero, avendo sognato in gioventù che un giorno sarebbe diventato un "generale della tigre nera". L'Esercito della bandiera nera prende il nome dal colore delle insegne di comando di Liu.
Le fonti francesi riportano invariabilmente che le insegne di comando personali di Liu erano molto grandi, di colore nero e rettangolari. Nel dicembre 1873, quando Liu affrontò Francis Garnier ad Hanoi, l'Esercito della bandiera nera fu descritto marciare sotto enormi bandiere nere. Nella battaglia di Palan (1º settembre 1883), il quartier generale di Liu fu contrassegnato da sette bandiere nere identiche, bordate d'argento. Nella campagna di Sơn Tây nel dicembre 1883, Liu ordinò di far sventolare tre grandi bandiere nere, con caratteri cinesi in bianco, sopra la porta principale della cittadella di Sơn Tây.
Le singole unità delle Bandiere nere sventolavano una varietà di bandiere, alcune rettangolari e altre triangolari. Nel pomeriggio del 15 agosto 1883, durante la battaglia di Phủ Hoài, diverse unità dell'Esercito della bandiera nera uscirono dalle loro difese e avanzarono su terreno aperto per attaccare l'ala sinistra francese: secondo un testimone oculare francese, le unità delle Bandiere Nere che avanzavano portavano numerosi stendardi neri decorati con caratteri cinesi in rosso o bianco.
Gli stendardi delle Bandiere nere sopravvissuti includono uno stendardo triangolare nero con una rappresentazione in bianco delle sette stelle dell'Orsa Maggiore. La ricostruzione presente in questa pagina mostra sulla bandiera il carattere cinese 令S, che significa "ordine" o "comando".